# Vijaya Raje Scindia
Vijaya Raje Scindia (Distrito de Sagar, 12 de octubre de 1919 - Nueva Delhi, 25 de enero de 2001) fue una política india. Obtuvo reconocimiento durante el período conocido como Raj británico e integró las cámaras del Parlamento Indio en repetidas ocasiones. Cofundó el Partido Popular Indio y fue miembro activa del partido de derecha Bharatiya Jana Sangh.

## Biografía

### Primeros años
Vijaya Raje Scindia nació en el Distrito de Sagar el 12 de octubre de 1919, hija del oficial del gobierno indio Mahendra Singh. Aunque su familia tenía linaje real, en el momento de su nacimiento se encontraban exiliados. Durante su adolescencia fue educada desde casa y más tarde estudió en colegios públicos. En 1941 se casó con Jiwajirao Scindia, Majarash de Gwalior.

### Carrera
Inició su andadura política en 1957, año en que pasó a integrar la Lok Sabha o cámara baja del Parlamento de la India. Más adelante renunció a su cargo y se vinculó con el partido Bharatiya Jana Sangh para participar en la política estatal. Durante este período ocupó varios cargos políticos, llegando a integrar ambas cámaras del Parlamento y siendo una pieza clave en la creación del Partido Popular Indio.
Sostuvo una fuerte rivalidad política con Indira Gandhi, quien ordenó su captura durante el período conocido como La Emergencia. Estuvo activa en la política india hasta finales de la década de 1990, cuando su deteriorada salud le impidió seguir vinculada profesionalmente al Partido Popular Indio.

### Fallecimiento y legado
Falleció el 25 de enero de 2001 a los 81 años en la ciudad de Nueva Delhi, aquejada por quebrantos de salud que padecía desde años atrás. Su biografía ha sido contada en el libro Ek Thi Rani Aisi Bhi de la autora Mridula Sinha y en la película del mismo nombre, protagonizada por la actriz Hema Malini. La calle Rajmata Vijayaraje Scindia en Gwalior fue bautizada en su honor.